# Jít dál
Jít dál (v anglickém originále Moving On) byla dvacátá třetí, poslední epizoda sedmé řady amerického lékařského seriálu Dr. House. Premiéru měla 23. května 2011.
Lékařský tým sleduje skrytou kamerou umělecké vystoupení ženy trpící údajně neznámou nemocí. Žena si s nimi vlastně celou dobu hraje a některé příznaky své nemoci předstírá, aby lékaře zmátla. Především pro House je její počínání velkou výzvou a postupně nabývá přesvědčení, že žena má rakovinu.